# Araneus wokamus
Araneus wokamus este o specie de păianjeni din genul Araneus, familia Araneidae. A fost descrisă pentru prima dată de Strand, 1911. Conform Catalogue of Life specia Araneus wokamus nu are subspecii cunoscute.